# 奈良県コンベンションセンター
奈良県コンベンションセンター（ならけんコンベンションセンター、英:Nara Prefectural Convention Center）は奈良県奈良市三条大路にあるコンベンション・複合施設。2020年4月1日開業。県内最大の会議場および観光交流施設となる。

## 概要
2020年（令和2年）4月1日開業。奈良県が奈良市の中心部に位置する県有地（県営プール跡地および奈良警察跡地）を利活用し、奈良での滞在型観光・人々の交流を促進する新たな拠点を創出するために建設された。

## 施設
地上2階、地下2階建て、延床面積は約3万5,000平方メートルの広大な敷地内には2,000人程度が収容できるコンベンションホールをメインとした会議室や多目的ホールなどのコンベンション施設と観光インフォメーション、県内産品の販売、飲食施設などを備えた観光振興施設が設けられている。
コンベンション施設
- コンベンションホール
- 会議室
- 天平ホール
- 天平広場

観光振興施設
- 奈良 蔦屋書店
- 中川政七商店
- ファミリーマート 奈良県コンベンションセンター店
- スパイスカフェ ナラムマサラ

## 隣接施設
敷地内には国内初進出となる国際級ホテル「JWマリオット・ホテル奈良」や「NHK新奈良放送会館」（NHK奈良放送局）が隣接。
その他、空港リムジンバスやぐるっとバスが乗り入れるバスターミナルも併設。

## 交通アクセス
鉄道
- 近鉄奈良線 新大宮駅より徒歩約10分
- JR関西本線（大和路線）奈良駅より徒歩約15分

ぐるっとバス
- 近鉄奈良駅から「ぐるっとバス」大宮通りルート「奈良県コンベンションセンター」下車すぐ

路線バス
新大宮駅から
- 27・28・160・161・162系統「奈良市庁前」下車すぐ

JR奈良駅・近鉄奈良駅から
- 27・28・160・161・162系統「奈良市庁前」下車すぐ
- 48・63・72・78・88・98系統「三笠中学校前」下車すぐ

学園前駅(南)から
- 48系統「三笠中学校前」下車すぐ
- 160・161系統「奈良市庁前」下車すぐ

## 周辺施設
- 奈良市役所
- ミ・ナーラ
- 奈良ロイヤルホテル
- 平城宮跡